# Frauenkloster St. Georg (Katyrles)

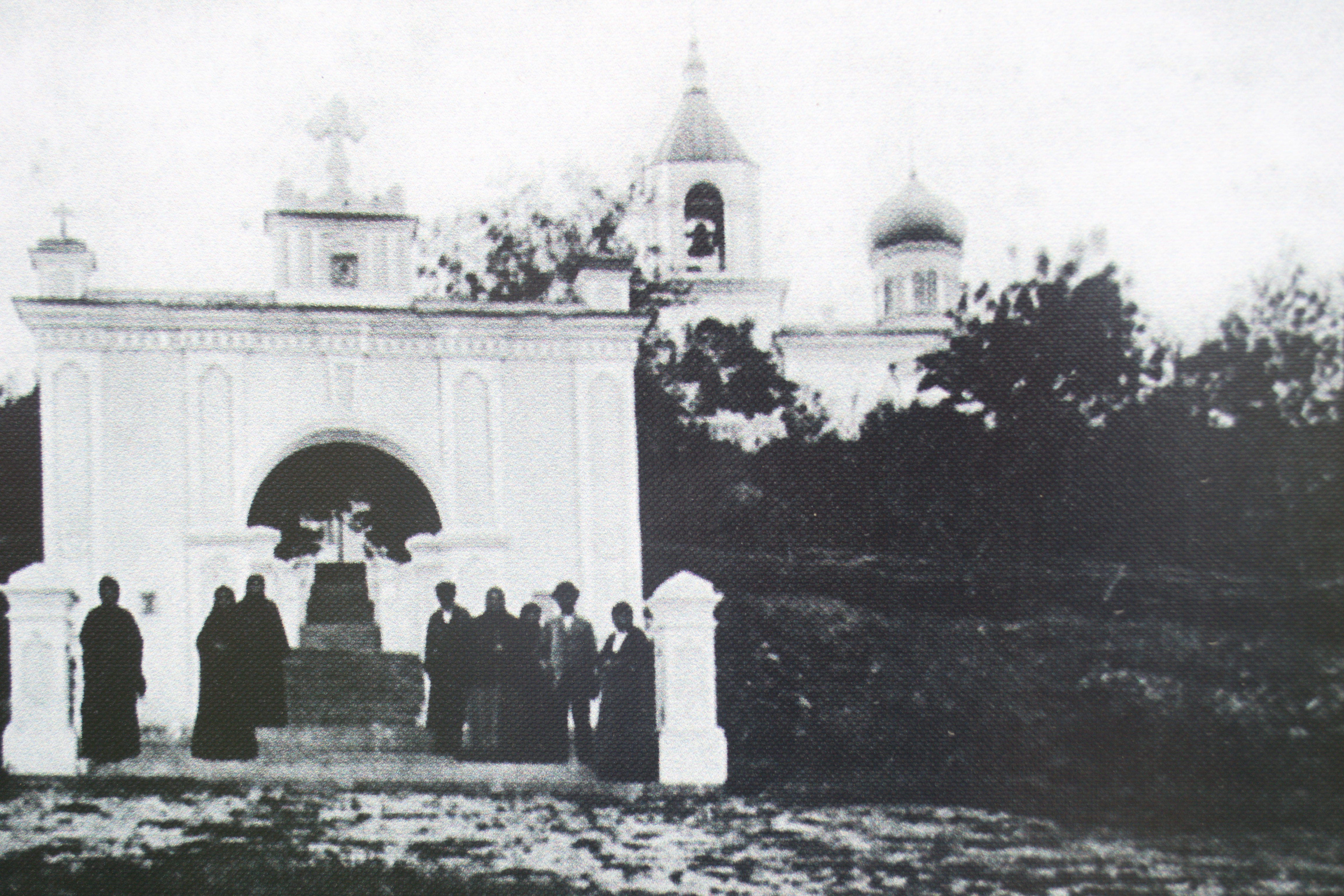
Kloster im frühen 20. Jahrhundert

Das Frauenkloster St. Georg (ukrainisch Катерлезький Свято-Георгіївський жіночий монастир) ist ein Kloster in Katyrles (Rajon Lenine) auf der Krim.
1856 wurde auf Initiative des Erzbischofs Inokentij von Cherson im Dorf Katyrles ein Männerkloster gegründet. An dessen Stelle soll Ende des 18. Jahrhunderts der Heilige Georg erschienen sein. Im selben Jahr begann der Bau einer Kirche zu Ehren des Heiligen Georg, die 1857 geweiht wurde. 1859 wurde ein Gebäude für die Brüder errichtet und 1862 ein Glockenturm und das Haus des Abts. Das Kloster wurde von 1889 bis 1893 erweitert, insbesondere wurden ein Refektorium, ein Gebäude für Pilger und Wirtschaftsgebäude errichtet. Ab 1896 lebten hier 32 Einwohner. 1898 wurde eine neue Kirche zu Ehren des Heiligen Antonius und Theodosius geweiht. Hier wurden Reliquien des Andreas, Pantaleon, Paulus I., Kosmas, Christophorus und Chrysanthus aufbewahrt.
Im Jahr 1900 wurde es in ein Frauenkloster umgestaltet. 1912 lebten hier 95 Einwohnerinnen. 1922 wurde das Kloster geschlossen und auf seinem Territorium ein Waisenhaus errichtet. 1924 wurden die Klostergebäude abgerissen, um Baumaterial zu gewinnen.
1999 begann mit dem Segen des Erzbischofs Lazarus von Simferopol die Restaurierung des Klosters unter der Leitung der Äbtissin Akilina Lyaschko. Dem Kloster wurden zwei Gebäude, die ehemals zu einer Kolchose gehörten, überlassen. Eines davon enthält Klosterzellen und eine Kirche. Am 7. Januar 2000 wurde die erste Liturgie gefeiert. 2011 begann der Bau einer neuen Kirche.